# Institut des hautes études cinématographiques
Institut des hautes études cinématographiques (IDHEC) – prestiżowa wyższa szkoła filmowa w Paryżu, założona w 1943 przez Marcela L’Herbiera oraz kompozytora Yves’a Baudriera, który nauczał w niej w latach 1945–1965. W 1986 uczelnia została wchłonięta przez Fondation européenne pour les métiers de l'image et du son (Fémis), pod taką nazwą istnieje do dziś i jest jedną z dwóch publicznych szkół kinematograficznych we Francji.